# Гелен Елліотт Бандіні
Гелен Елліотт Бандіні (англ. Helen Elliott Bandini, нар. червень 1854 — 10 червня 1911, Індіанаполіс, США) — американська письменниця, переважно каліфорнійської історії. Бандіні була активною у громадських справах, мистецтві та дописувала до газет і журналів. Вона є автором двох книг.
Бандіні померла 10 червня 1911 року в Пасадені, Каліфорнія, в будинку, який її чоловік побудував у 1903 році.

## Біографія
Хелен Елліотт Бандіні народилася в Індіанаполісі та навчалась в державній школі. Вона приїхала до Каліфорнії в 1874 році слідом за своїм батьком, доктором Томасом Б. Елліотом, який був першим засновником і президентом колонії Індіана . Це ім'я проіснувало деякий час, поки вони не захотіли мати власну пошту. До цього часу пошту привозив із Лос-Анджелеса син одного мешканців, який ходив до школи. Пошта для колонії надходила до Лос-Анджелеса з позначкою «Колонія Індіана», але коли громада подала заявку на відкриття поштового відділення, Генеральний поштмейстер відхилив назву Колонія Індіана. Так почалися пошуки нової назви для міста, яка врешті-решт стала Пасаденою..
У 1883 році вона вийшла заміж за Артура Бандіні (1853—1913), сина Хуана Бандіні та Рефухіо Аргуелло. У них було двоє дітей. Її чоловік був науковцем і автором кількох книг, серед яких «Навідад» — опис Різдва в старій Каліфорнії.
Бандіні займалася громадською діяльністю, мистецтвом і писала для газет і журналів. Вона є автором двох книг. Одна з них під назвою «Історія Каліфорнії» була вперше опублікована в 1908 році. Хоча книга була написана для молодших читачів, рецензенти рекомендували її читачам різного віку. Журнал Pacific Short Story Club Magazine так описав книгу: «У творі достатньо романтики ранньої Каліфорнії та фактів, щоб він читався як оповідання, проте дає чітке уявлення про заснування та розвиток штату». Інша її книга, вигадана історія, називається «Хоробрість чумаків: Історія індіанців Каліфорнії до 1492 року», також написана для підліткової аудиторії .
Бандіні померла 10 червня 1911 року в Пасадені, штат Каліфорнія, у будинку, який її чоловік побудував у 1903 році.